# Жозеф Жан П'єр Лоран
Жозеф Жан П'єр Лоран (фр. Joseph Jean Pierre Laurent) — французький астроном, який виявив астероїд 51 Nemausa в 1858 році.
Астероїд був відкритий у приватній обсерваторії в будинку, який раніше займав Бенжамен Вальц. Коли власник будинку поїхав до Марселя, щоб зайняти посаду директора обсерваторії, він доручив свою колишню обсерваторію Лорану, який зумів виявити астероїд. Про відкриття повідомив Бенжамен Вальц.
Лоран був нагороджений премією ім. Лаланда Паризької академії наук. Крім того, на його честь був названий астероїд 162 Лорентія. Інших відомостей про нього, крім того, що він був здібною молодою людиною, не збереглося.